# Vale Covo
Vale Covo era una freguesia portuguesa del municipio de Bombarral, distrito de Leiría.

## Historia
Fue suprimida el 28 de enero de 2013, en aplicación de una resolución de la Asamblea de la República portuguesa promulgada el 16 de enero de 2013 al unirse con la freguesia de Bombarral, formando la nueva freguesia de Bombarral e Vale Covo.